# Federazione calcistica di El Salvador
La Federazione calcistica di El Salvador, ufficialmente Federación Salvadoreña de Fútbol, fondata nel 1935, è il massimo organo amministrativo del calcio a El Salvador. Affiliata alla FIFA dal 1938 e alla CONCACAF dal 1962, essa è responsabile della gestione del campionato di calcio e della nazionale di calcio dello stato centroamericano.